# Kotaro Nakao
Kotaro Nakao (født 8. juni 1969) er en tidligere japansk fodboldspiller.
Han har spillet for flere forskellige klubber i sin karriere, herunder Vissel Kobe.